# Wilhelm Mårdberg
Gustaf Wilhelm Mårdberg, född 12 maj 1835 i Stockholm, död där 21 december 1912, var en svensk präst och frälsningsofficer.
Wilhelm Mårdberg var son till grosshandlaren Fredrik Wilhelm Mårdberg. Familjen var av finsk härkomst och förmögen, och Mårdberg erhöll privatundervisning i en gosspension i Hannäs socken 1844–1849 och tog sedan sång- och danslektioner i Stockholm som förberedelse för teaterbanan. Efter att sommartid ha praktiserat som lantbrukselev i Stockholmstrakten fick Mårdberg 1854 prats som bokhållare vid Axmars järnbruk. Under inflytande från läsare vid bruket blev han 1856 omvänd och bröt radikalt med sitt föregående liv. Utstött ur familjen togs han under de följande åren om han i troende kretsar i Mariestad och Gävle och samtidigt som han försörjde sig som kontorist gjorde han sina första insatser som predikant. 1859–1861 genomgick han pastor Per August Ahlbergs bibelskola i Kristdala och 1863 avlade han studentexamen i Uppsala. Därefter verkade han som resepredikant för Jönköpings missionsförening med stationering i Mariestad. På grund av sina fria gudstjänstformer kom han ofta i konflikt med schartauanerna. 1871 återvände Mårdberg till Uppsala, där han bedrev studier jämsides med prästtjänstgöring och 1873 prästvigdes. Efter kortare förordnanden som pastorsadjunkt, bland annat i Gävle 1874–1875, var han vice komminister i Morkarla socken 1877–1889, varefter han blev vice komminister i Gävle 1889 och komminister där 1890. PÅ grund av sin positiva inställning till frikyrkofolket och stränga krav i nattvardsgång anmäldes han ofta för tjänstefel hos de kyrkliga myndigheterna och erhöll varning. 1893 lämnade han sin komministerbefattning och antogs i Stockholm som kapten vid Frälsningsarmén, vars offensiva anda mycket tilltalade honom. Efter kortare kommenderingar i Helsingborg, Uppsala och Norrköping var Mårdberg reseadjutant hos kommendör William Elwin Oliphant, blev kandidatsekreterare 1901 och var chef för statistikdepartementet med majors rang 1903–1904. Mårdbergs levnadsminnen utgavs av svärsonen Evald Malmström 1929.